# ورهوگ
ورهوگ (به لاتین: Varhaug) یک سکونتگاه در محدودهٔ شهرداری هُو است که در  منطقه کشاورزی یَرِن در استان روگالاند  در کشور نروژ واقع شده‌است.

## خصوصیات
ورهوگ ۱٫۶۷ کیلومترمربع مساحت و ۲٬۸۵۷ نفر جمعیت دارد.